# Edivaldo Hermoza
Edivaldo Hermoza (17 november 1985) is een Boliviaans voetballer die als aanvaller speelt bij Sport Boys Warnes.

## Clubcarrière
Edivaldo Hermoza, die werd geboren in Cuiabá (Brazilië), begon zijn carrière bij Atlético Paranaense in 2004. Edivaldo Hermoza speelde voor Braziliaanse, Portugese, Thaise, Japanse en Boliviaanse clubs.

## Boliviaans voetbalelftal
Edivaldo Hermoza maakte op 6 april 2011 zijn debuut in het Boliviaans voetbalelftal tijdens een vriendschappelijke wedstrijd tegen Paraguay. Edivaldo Hermoza nam met het Boliviaans voetbalelftal deel aan de Copa América 2011. Op het Copa América 2011 scoorde hij de openingsgoal tegen Argentinië.

## Statistieken
| Boliviaans voetbalelftal | Boliviaans voetbalelftal | Boliviaans voetbalelftal |
| Jaar                     | Duels                    | Goals                    |
| ------------------------ | ------------------------ | ------------------------ |
| 2011                     | 8                        | 1                        |
| 2012                     | 0                        | 0                        |
| 2013                     | 3                        | 0                        |
| Totaal                   | 11                       | 1                        |